# Kristen Pfaff
Kristen Pfaff (ur. 26 maja 1967 w Williamsville, Nowy Jork, zm. 16 czerwca 1994 w Seattle, Waszyngton) – amerykańska gitarzystka basowa i wokalistka.

## Kariera
Pfaff urodziła się i wychowała w Buffalo w stanie Nowy Jork. Jako nastolatka uczęszczała do katolickiego gimnazjum Buffalo Academy of the Sacred Heart, a później do Boston College. Ukończyła University of Minnesota w Minneapolis, gdzie studiowała w klasie fortepianu i wiolonczeli. Po studiach pozostała w tym mieście i z miejscowymi muzykami: gitarzystą Joachimem Breurem i perkusistą Mattem Entsminger utworzyła zespół Janitor Joe w którym grała na gitarze basowej. Na przestrzeni 1992/1993 nagrała z nim cztery single oraz debiutancki album Big Metal Birds. Muzycy występowali nie tylko na terenie USA – w 1993 odwiedzili również Europę. Po jednym z koncertów Janitor Joe w Kalifornia Pffaf poznała Erica Erlandsona i Courtney Love z zespołu Hole, którzy poszukiwali basisty. Dostała od nich ofertę wspólnej pracy, którą początkowo odrzuciła. Niewiele później, po ponownym rozważaniu propozycji zdecydowała się dołączyć do pracy nad drugim albumem Hole: Live Through This. Opuściła Janitor Joe i przeprowadziła się z Minneapolis do Seattle. Wówczas blisko zaprzyjaźniła się z Erlandsonem (przez pewien czas tworzyli parę), Love i Kurtem Cobainem. W tym samym okresie uzależniła się od heroiny, która była w tym czasie popularna w środowisku muzycznym Seattle. Zimą 1993/1994 zgłosiła się do kliniki odwykowej, gdzie przeszła leczenie. Po uporaniu się z nałogiem wiosną 1994, wzięła wolne od Hole, wyjechała z Seattle i ponownie zagrała trasę z Janitor Joe. Po powrocie zastała ją wiadomość o samobójczej śmierci Cobaina. Ten fakt, a także coraz bardziej pogarszające się jej stosunki z Courtney Love przyczyniły się do tego, że podjęła decyzje o powrocie do Minneapolis i Janitor Joe.

## Śmierć

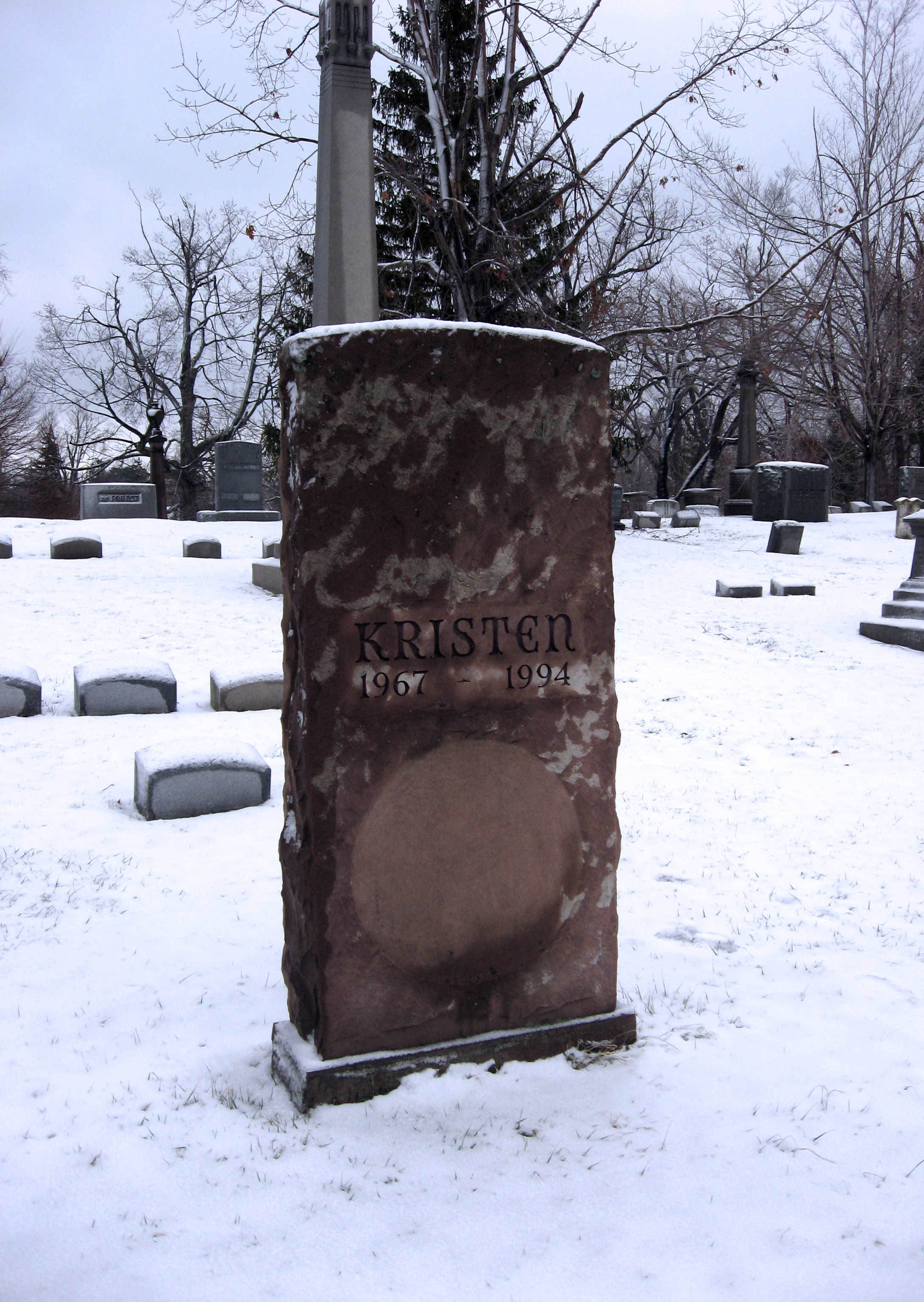
Grób Kristen Pfaff na cmentarzu Forest Lawn w Buffalo (stan Nowy Jork)

16 czerwca 1994 ok. godz. 9:30 Kristen Pfaff została znaleziona martwa w łazience swojego mieszkania w Seattle przez przyjaciela Paula Ericksona, z którym tego samego dnia miała wyjechać do Minneapolis (wszystkie rzeczy miała już spakowane). Obok ciała znaleziono torbę ze strzykawkami i heroiną. Oficjalnie podano, że zmarła w nocy w wyniku przypadkowego przedawkowania heroiny. Ostatnią osobą, która widziała ją żywą był Eric Erlandson (dzień wcześniej ok. godz. 20:00).
Pfaff została pochowana na cmentarzu w swoim rodzinnym mieście Buffalo.
W książce „Love & Death” (2004), Janet Pfaff (matka Kristen) oficjalnie podaną przyczynę zgonu córki nazwała: „oficjalnym kłamstwem”.
W 1993 roku Kristen Pfaff przyjechała do Polski z zespołem Janitor Joe na dwa koncerty, jeden odbył się w Szczecinie, drugi w Poznaniu. (Janitor Joe grał wówczas koncerty w Europie z innym amerykańskim zespołem Hammerhead). Kilku szczecińskich fanów, którzy byli uczestnikami koncertu grupy w swoim mieście założyli w 1997 roku zespół noiserockowy Kristen (nazwa stanowi wyraz hołdu zmarłej artystce).

## Dyskografia

### Janitor Joe
Albumy:
- Big Metal Birds – CD (Amphetamine Reptile Records 1993)

Single:
- „H’mong Today, Hung Tomorrow” – SP (OXO Records 1992)
- „Bullethead” – SP (Amphetamine Reptile Records 1992)
- „Stinker” – SP (Amphetamine Reptile Records 1993)
- „Boyfriend” – SP (Amphetamine Reptile Records 1993)

### Hole
Albumy:
- Live Through This – CD (Geffen Records 1994)

Single:
- „Miss World” – CD (Geffen Records 1994)
- „Doll Parts” – CD (Geffen Records 1994)
- „Violet” – CD (Geffen Records 1994)